# Potamalpheops kisi
Potamalpheops kisi — вид десятиногих ракоподібних родини раків-лускунчиків (Alpheidae). Описаний у 2021 році.

## Поширення
Ендемік В'єтнаму. Описаний з приливних мангрових боліт Мангрового біосферного заповідника Кан Гіо за 40 км на південний схід від міста Хошимін.

## Опис
Вид належить до групи видів Potamalpheops monodi, але його можна легко відокремити від споріднених видів (Potamalpheops pininsulae Bruce et Illife, 1992, Potamalpheops tigger Yeo et PKL Ng, 1997 та Potamalpheops johnsoni Anker, 2003) за довжиною і формою рострума, довжиною і пропорцією зап'ястка і долоні I і II передньоножок, а також деякими іншими незначними морфологічними особливостями.

## Спосіб життя
Усіх особин виду викачали з нір у безкислородному болотному мулі, тоді як жодна особина не була зібрана за допомогою ручної сітки під час великого відбору проб у тих самих місцях існування, що свідчить про те, що новий вид мешкає в системі нори. Жодних доказів спорідненості з будь-яким видом-господарем немає, оскільки особини нового виду були зібрані з різних нір і ніколи з синтопічними більшими норними тваринами. Спостереження на місці вночі виявили, що особини Potamalpheops kisi вільно пересуваються в норах, розташованих над рівнем води, подібно до інших мангрових напівназемних креветок Merguia oligodon, що, можливо, дозволяє виживати в безкисневих умовах болотних ґрунтів.